# Dichagyris phaenotaenia
Dichagyris phaenotaenia är en fjärilsart som beskrevs av Charles Boursin 1940. Dichagyris phaenotaenia ingår i släktet Dichagyris och familjen nattflyn. Inga underarter finns listade i Catalogue of Life.